# 橋本将生
橋本 将生（はしもと まさき、1999年〈平成11年〉10月17日 - ）は、男性アイドルグループ・timeleszのメンバー。
STARTO ENTERTAINMENTに所属。神奈川県茅ヶ崎市出身。VOYZ BOYの元メンバー。

## 来歴
2018年から2021年11月まで、スカウトによりアイドルグループ・VOYZ BOYの結成当初のメンバーとして活動していた。 
2018年2月6日から同年3月27日まで放送されていたAbemaTVの『恋する♥週末ホームステイ』のSeason3に出演していた。番組内でカップルとして成立はしなかった。 
2022年には第35回ジュノン・スーパーボーイ・コンテストに参加した。
2025年2月15日、timelesz projectを経てtimeleszへ加入。
同年3月21日、個人公式Instagramを開設した。
また同年の4月には、STARTO ENTERTAINMENT所属タレントによる有料ブログ「FAMILY CLUB web」内に「いまさっきのまさき」を開設した。

## 人物
- 元焼肉屋店員として焼肉レストランに勤務していた。店員が焼くスタイルで海外のお客様を相手にすることも多い有名店で、バイト中に英語も習得している。
- サザンオールスターズの桑田佳祐とは、中学校の先輩後輩にあたる[3]。
- 同グループの佐藤勝利とは「つまッチ」というコンビ。レギュラー番組タイムレスマンにて、菊池風磨が命名した。
- 小学校3年生から高校生までのあだ名は「まちこ」まさき→まちゃき→まちゃ→まち→まちこという流れでつけられた。[9]
- 学生時代は、八百屋、うなぎ屋、コンビニなどで働いていた。[10]
- 本人曰く、自身の性格を一言で表すと「天真爛漫」。[11]
- 小学校1年生から高校3年生までサッカーをやっていた。[12]
- 得意料理は生姜焼き[13]。
- 幼少期は泣き虫の甘えん坊であった[14]。
- 子供の頃の夢は仮面ライダーになること[15]。2022年に参加したジュノン・スーパー・ボーイコンテストでも、コンテストを通して叶えたい夢として、仮面ライダーになることを挙げていた[16]。
- MBTIはENFP[15]。
- 座右の銘は万里一空[17]。
- 家族構成は、姉が2人いることがわかっている。
- 綺麗好きで自宅の水回りも綺麗。

### 趣味・嗜好
- 趣味は筋トレ、ドラマ鑑賞、ゲーム、美容など[17]。
- 好きなバラエティー番組は｢しゃべくり007｣[10]。
- 好きな食べ物は、ハンバーグ、タコライス、ミルフィーユ鍋、揚げなす、焼き肉など。2025年4月25日から同年5月6日まで行われていたtimelesz in PARCO G.W.Campaignの展示にて公表。
- 好きなファッションの系統は、スターボーイファッション。timelesz in PARCO G.W.Campaignの展示にて公表。

筋トレ
- 自分をストイックに追い込むことが好きで、筋トレをすることで得られる我慢の先の達成感や爽快感がたまらないと語る。また、筋肉や肩幅があると説得力が増し、自信にも繋がるという。[12]
- 三頭筋を鍛えるのが好きだと、2025年2月21日放送のラジオ番組｢レコメン？｣にて発言している。

ドラマ鑑賞
- 「最愛」「Nのために」などサスペンス要素のあるドラマ作品を好んでいる[10][18]。他にも、好きなドラマとして、「リバース」「グランメゾン東京」｢池袋ウエストゲームパーク｣なども挙げている[10]。ドラマは地上波も配信もまんべんなく見ているという[18]。
- 憧れの俳優は綾野剛[14]。

美容
- 日焼け止めは外に出るときも、家にいるときも毎日欠かさず塗っている[12]。

- 学生時代はサッカーをしていたため、肌が黒かったが、努力の末、肌が白くなったという[12]。
- スキンケアは、洗顔、化粧水、美容液が基本で、たまにパックをしたり乳液を塗る[12]。
- パックについては、毎日やらない理由として、肌が慣れてしまうと逆に良くないからと語っている[10]。

### 名前の由来
”将生”という名前は、「将軍のようにたくましく生きてほしい」という思いをこめて名付けられた。しかし、幼少期の頃は”将軍”のイメージとは到底釣り合わない甘えん坊だったという。

### 入所経緯

#### 芸能界を目指したきっかけ
中学生の頃、自身にとって辛い経験をした際、助けてくれたのが、母の言葉や家族の優しさ、周囲の人の温かい気持ちなど”人の生み出すもの”だった。そこから、自身も”救い”を届けることのできる人になりたいと思うようになる。その”救い”がエンタメに繋がった最初のきっかけはYoutuber HIKAKINのYoutube。落ち込んでいる時も、彼のYoutubeを見ることで元気になれたことから、自身も何かをすることで、誰かを元気づけられるようになりたいと思うようになる。
芸能界を初めて意識したのは、進路を決める高校3年生の時。自身の進路を考える中で、｢自分がやりたいこと｣に向き合った時、やはり｢”救い”を届けることのできる人になりたい｣と思い、芸能界を目指した。

#### timelesz project（以下、タイプロ）参加経緯
タイプロ参加前も、アイドルグループVOYZ BOYのメンバーとして芸能活動をしていた時期があったが、思うような結果を出せず、橋本は何度も諦めようと思ったという。また、後のタイプロでも当時を振り返り、｢負けっぱなし｣だったと自身の人生を語っている。しかし、芸能活動をやめることを決意した日、その意思を誰かに伝えにいく日、なぜかいつも街でスカウトされたという。その度に、何かに引き留められているような気持ちになり、その後も芸能界を目指し続けたが、やはり思うようにはいかず、苦しい思いを抱えていた。
そんな日々を過ごしていた時、電車を待ちながら開いたスマホの中で、｢タイプロ｣の存在を知る。その時、また何かに引き留められているような気持ちになり、同時に、当時24歳であった自分にとって、これが最後のチャンスだと思ったと語っている。そして、絶対にこのチャンスをつかまなくてはいけないと思った橋本は、タイプロに応募することを決意した。また、timeleszが目標のひとつとして挙げていた五大ドーム制覇を一緒に叶えたいと思ったのも参加を決めた理由だと語っている。

#### タイプロ参加からtimelesz加入まで
タイプロ参加を決意後、橋本が書類を送ったのは、応募締め切りギリギリであった。元々送ろうとは思っていたが、一番最後だとしっかり見てもらえると思い、ギリギリに送ったという。
二次審査
無事、一次審査である書類審査を通過した橋本は、二次審査へ。二次審査では、SMAPの｢らいおんハート｣を歌い、Snow Manの｢slow...｣を踊った。二次審査で初めて橋本と対面した佐藤勝利は橋本を｢華｣だと語り、菊池風磨は｢写真で見るより全然いいよ｣とコメント。
三次審査
三次審査では、最初にV6の｢Can do! Can go!｣を候補生全員で踊り、橋本の暫定順位は11位に。菊池は｢彼の持っている雰囲気とか佇まいがすごくかっこいい｣とコメント。その後、team GREENで嵐の｢Monster｣をパフォーマンスすることとなる。三次審査の中間発表では、菊池に｢ずっとクールで飽きてしまう｣と言われ、中間発表直後、菊池と一対一で話をした際に、橋本は｢自分を出すのが苦手なのかなと思う｣｢出し切れない自分が不安だ｣などと涙ながらに語っていた。橋本は後に、この時の菊池との会話で自分の中の何かが変わったと語っている。三次審査本番、それまで感情をうまく出せないことが課題であった橋本だったが、パフォーマンス中に微笑むなど、それまでよりもうまく感情を出せるようになった。そんな橋本に対し菊池は、｢出せたな、感情を。すげぇ嬉しかったよ俺は。｣とコメント。橋本は三次審査を6位で通過した。
四次審査
team 人生遊戯でtimelesz（Sexy Zone）の｢人生遊戯｣と候補生全員でtimeleszの｢Anthem｣を披露した。気持ちを前面に押し出すことが求められる｢人生遊戯｣という楽曲は、感情を出すことが課題である自身にとってぴったりだと橋本は語っていた。また、菊池はそんな橋本を、team 人生遊戯の｢盛り上げ隊長｣に任命し、そこから橋本はパフォーマンスにおいても自身の殻を大きく破っていく。四次審査の中間発表終了後には、松島聡からも｢めっちゃ変わったね｣とその大きな変化を高く評価された。四次審査本番終了後には、橋本のパフォーマンスに対し、佐藤が｢僕が理想としてるやりたいこと。でも、自分じゃそこできないなと思うことをやられた。｣とコメントした。橋本は四次審査を3位で通過した。
五次審査
team KIKUCHIで｢New phase｣を披露した。五次審査中、team KIKUCHIで焼き肉店に行った際、橋本は｢できることならこの生活がずっと続いてほしいと思う瞬間もあった｣と語り、timelesz加入後のインタビューでもみんなでご飯を食べた時間、レッスン終わりに一緒に帰った時間など何でもないような時間が青春だったと当時を振り返っている。パフォーマンスにおいては、遊び心のある魅せ方を課題とし、自分らしさや自身の表現の幅を広げるため、深夜まで練習するなど努力を重ねた。五次審査本番終了後は、ダンストレーナーのNOSUKEが、橋本のパフォーマンスを見て胸が熱くなったとコメント。橋本は五次審査を4位で通過した。
六次審査（最終審査）
team BLUEでtimeleszの｢Rock this Party｣と候補生全員でtimelesz（Sexy Zone）の｢RUN｣を披露した。最終合格者発表時、１番に名前を呼ばれた橋本は、その瞬間に涙を流した。その際、佐藤は｢将生は無限大の可能性を感じます。将生だったらセンターを張れると僕は思いました。その力強い魅力を武器にして、僕らと一緒にこれから前に進んでほしいと思います。一緒に歩ませてください。｣とコメントし、松島は｢将生は本当に爆発的な開花を僕は予感をしています。もっと内に秘めているもの、まだ自分が気づけていないところが才能としてまだ眠っていて、それを出していける人だと思っている。将生が開花する瞬間を僕は仲間としてそばで見たいと思いました。｣とコメントした。橋本は｢今、これが現実というのが信じられない。僕は弱い人間なので、色んな人に支えられてここまで来れたと思っている。これから一生懸命頑張ります。｣とコメントした。

### メンバーからの評価
同グループの菊池風磨は、新体制発表記者会見で「かっこいいですし、ダンスも上手で、歌も頑張ってくれていて。一見本当にいわゆる陽キャ、明るそうな感じなんですけど、でも実はすごく繊細で気にしいで。でも、そういうところ含めて魅力だなと思っていて。いろんな人に寄り添う優しい気持ちを持ち合わせている男」と評価している。

## 出演

### テレビドラマ
- クリエイタードラゴン「真夜中の社内恋愛」（2025年4月26日、日本テレビ） - 主演・橋本将生（本人） 役[25]

### バラエティ番組
- 限界！！ご褒美ガール（フジテレビ、2025年5月7日） - スタジオ出演[26]

### 配信番組
- ｢恋する♥週末ホームステイ Season3｣（2018年2月6日 - 3月27日、AbemaTV）

### 舞台
- Farce 道化師（2019年4月2日 - 4月7日、池袋シアターグリーン BOX in BOX THEATER[27]）

### CM
- キールズ「つるすべ肌加速！キャンペーン」（2025年6月10日 - ） - ブランドアンバサダー[28]